# Wouter Monden
Wouter Johannes Monden (De Meern,5 september 1980) is een Nederlands stand-upcomedian, MC, presentator, voice-over, tekstschrijver en publieksopwarmer. 

## Biografie
Monden zat tussen 1992 en 1998 op het Niels Stensen College in Utrecht waar hij het atheneum volgde. Tussen 1998 en 2000 heeft hij naast zijn baan, als buschauffeur voor regio Utrecht, een korte solo zangcarrière gehad. Van 2000 tot en met 2002 volgde hij de opleiding Music Management aan de Fontys Hogeschool. Tussen 2009 en 2012 volgde hij een aantal cursussen die zich focuste op creatief schrijven en stem-acteren.

### Carrière
In november 2010 won hij juryprijs van de Culture Comedy Award, een prijs voor stand-upcomedy in Nederland en België, die als doel de ontwikkeling van een nieuwe generatie stand-upcomedians heeft. Sinds 2017 tourt hij met eigen solovoorstellingen door het land. Daarnaast was hij maandelijks te horen op Q-Music in de Q-Musical en schreef hij mee aan o.a. Dit Was Het Nieuws, Is er een dokter in de zaal? en The Roast of Johnny de Mol. Ook was hij de publieksopwarmer voor tv-programma’s als Zondag met Lubach, Padoem Patsss, LUBACH en Pak de Macht.
Sinds 2019 heeft Monden een eigen comedypodcast, genaamd Elektra Podcast. Op 1 februari bestond de podcast 5 jaar en werd dat gevierd in jongerencentrum Elektra, waarnaar de podcast vernoemd is. Sinds 2022 is Monden wekelijks te horen op radiostation KINK bij Michiel Veenstra in KINK op de week.

## Voorstellingen
- 2017 - 2019: Zomaar
- 2020 - 2022: Geen Punt
- 2023 - 2025: Stormbrein [5]
- 2025 - 2026: Met Blokjes [6]